# Pedro Payo
Pedro Payo y Piñeiro (A Coruña, 15 september 1814 - 1 januari 1889) was een Spaanse rooms-katholieke geestelijke. Payo was van 1876 tot zijn dood op 1 januari 1889 de aartsbisschop van het aartsbisdom Manilla.
Payo werd op 28 januari 1876 benoemd tot aartsbisschop van Manilla. Toen Payo arriveerde in Manilla waren de werkzaamheden voor de herbouw van de kathedraal van Manilla in volle gang. De bouw van de nieuwe kathedraal, waarvan de vorige versie bij een hevige aardbeving op 3 juni 1863 compleet was verwoest, was reeds begonnen in 1870. Payo regelde de benodigde fondsen voor de laatste fase van de bouw. Hij was zelf een van de donateurs van het geld ten behoeve van de realisatie van het belangrijkste altaar, de afbeelding van de Onbevlekte Ontvangenis van Maria, het orgel en het schilderwerk van de klokkentoren. De nieuwe kathedraal werd uiteindelijk door de aartsbisschop geïnaugureerd tijdens een twee dagen durende reeks van festiviteiten op 7 en 8 december 1879, 16 jaar na de verwoesting van de kathedraal.
Bijna 23 jaar na zijn benoeming, op 1 januari 1889, overleed hij op 74-jarige leeftijd en werd opgevolgd door Bernardino Nozaleda y Villa.